# Maniów (rejon krzemieniecki)
Maniów (ukr. Маневе) – wieś na Ukrainie, w obwodzie tarnopolskim, w rejonie krzemienieckim.
Przynależność administracyjna przed 1939 r.: gmina Wiśniowiec, powiat krzemieniecki, województwo wołyńskie.